# 자오퉁밭쥐
자오퉁밭쥐 또는 검은귀붉은등밭쥐(Eothenomys olitor)는 비단털쥐과에 속하는 설치류의 일종이다. 중국 윈난성과 쓰촨성, 구이저우성에서만 발견된다.